# Gamasomorpha vianai
Gamasomorpha vianai är en spindelart som beskrevs av Birabén 1954. Gamasomorpha vianai ingår i släktet Gamasomorpha och familjen dansspindlar. Inga underarter finns listade i Catalogue of Life.